# Monte Campo
Der Monte Campo ist ein 1667 m s.l.m. hoher Vorberg des Monte Altissimo di Nago in der Monte-Baldo-Bergkette und gehört damit zu den Gardaseebergen in Norditalien.

## Alpinismus
Der einfachste Zustieg zum Monte Campo ist ein Weg vom Rifugio Graziani, der sich in etwa auf 1650 m Höhe parallel am Hang bis zu einer Alm westlich des Monte Campo entlangzieht.